# Giorgia Collomb
Giorgia Collomb, née le 17 octobre 2006 à La Thuile, est une skieuse alpine italienne.

## Carrière
Giorgia Collomb, originaire de La Thuile en Vallée d'Aoste, fait ses débuts en course internationale en novembre 2022 lors d'une course junior à Pass Thurn dans les Alpes de Kitzbühel puis deux mois plus tard au Festival olympique d'hiver de la jeunesse européenne, où elle a obtenu son meilleur classement en Super-G avec une 21e place.
Elle remporte trois médailles en 2024 aux Jeux Olympiques de la Jeunesse d'hiver à Gangwon avec un titre en slalom géant, la médaille d'argent en combiné et le bronze au slalom. À la fin de la saison, elle devient vice-championne d'Italie du slalom géant, battu pour une demi-seconde par Federica Brignone après la première manche.
En septembre 2024, Collomb monte pour la première fois sur un podium international chez les séniors en finissant troisième du slalom de Cerro Castor dans le cadre de la Coupe d'Amérique du Sud. Aux Championnats du monde 2025 à Saalbach, Collomb devient championne du monde de la compétition par équipes avec Della Mea, Della Vite et Vinatzer.

## Palmarès

### Championnats du monde
| Épreuve / Édition      | Slalom | Par équipes |
| ---------------------- | ------ | ----------- |
| Mondiaux 2025 Saalbach |        | Or          |

### Coupe du monde
- Meilleur classement général :

| Année/Classement | Général | Général | Descente | Descente | Slalom | Slalom | Slalom géant | Slalom géant | Super G | Super G | Combiné | Combiné |
| Année/Classement | Class.  | Points  | Class.   | Points   | Class. | Points | Class.       | Points       | Class.  | Points  | Class.  | Points  |
| ---------------- | ------- | ------- | -------- | -------- | ------ | ------ | ------------ | ------------ | ------- | ------- | ------- | ------- |